# Krško

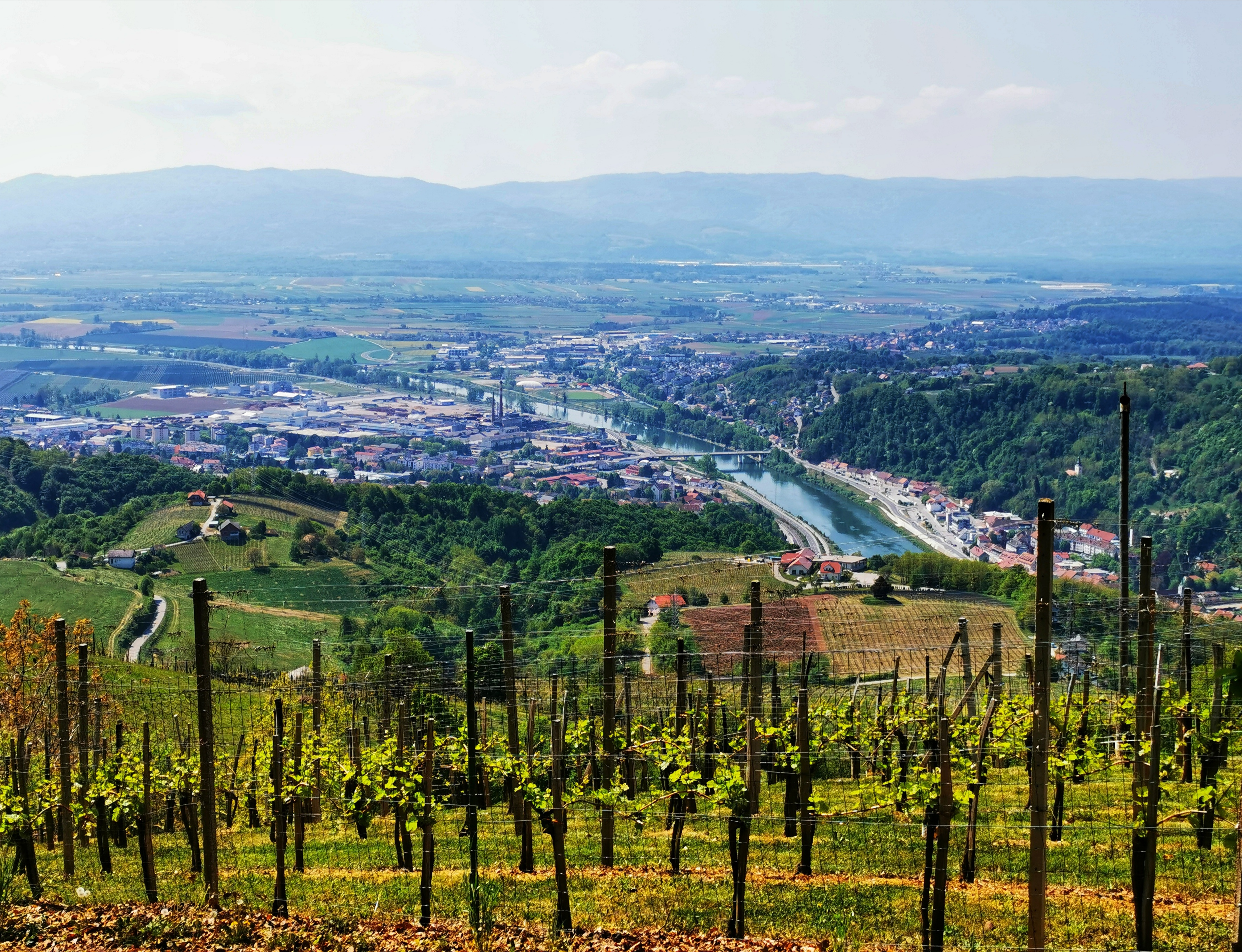
Krško an der Save

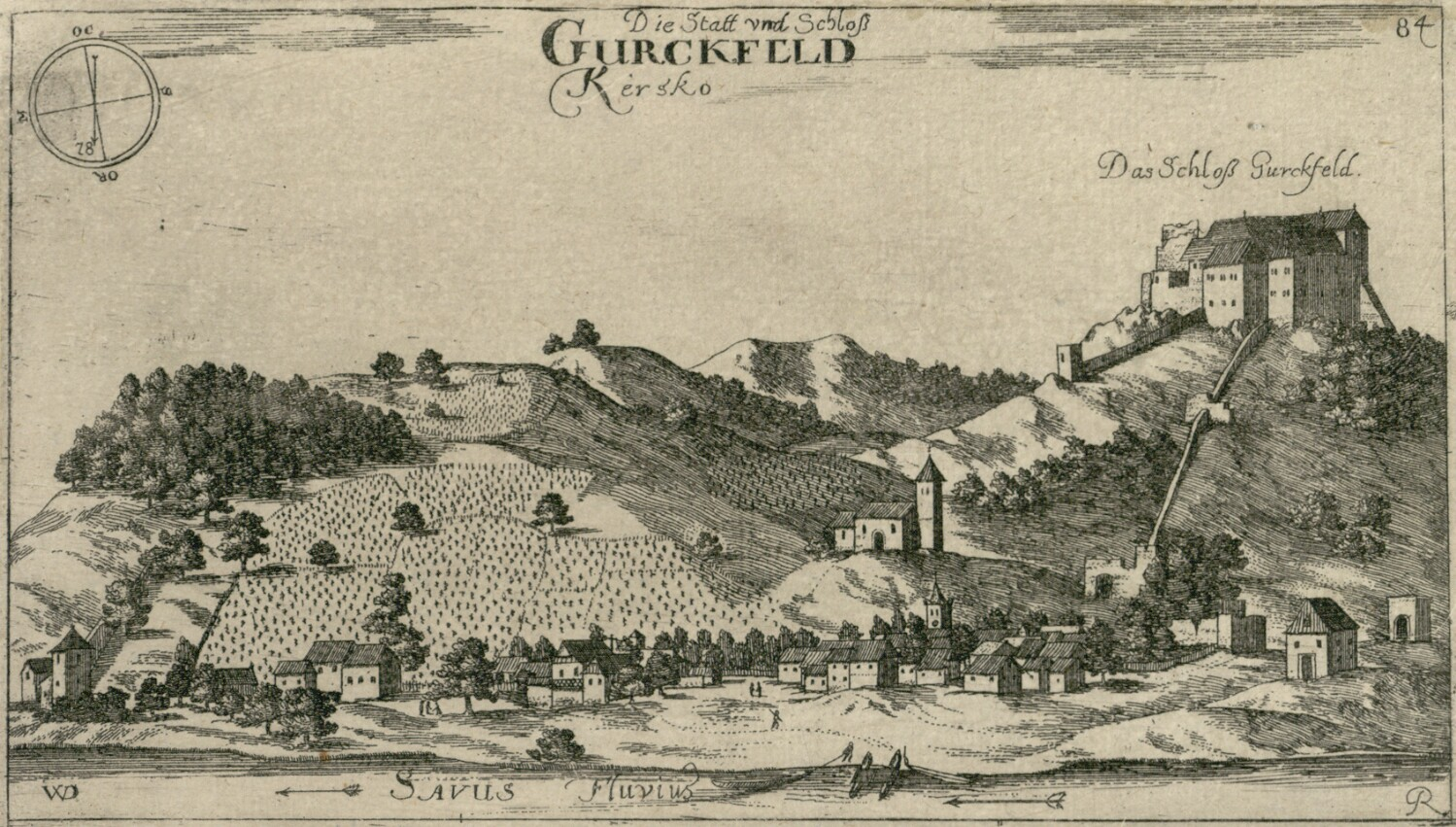
Gurkfeld/Kersko, Johann Weichard von Valvasor 1679

Die Stadt Krško (ausgesprochen [ˈkə́ɾʃkɔ]; deutsch Gurkfeld) ist eine Stadt in Slowenien, in der historischen Region Unterkrain (Dolenjska). Sie liegt an der Save, dem wasserreichsten Nebenfluss der Donau.
Die Stadt ist Hauptort der gleichnamigen Stadtgemeinde und liegt am südlichen Ende des Tals der Save, wo der Fluss in die Ebene von Krško und Brežice eintritt.

## Name
Der Name Krško leitet sich vom Namen des Flusses Krka ab, ebenso wie der ursprüngliche deutsche Name Gurkfeld.

## Geschichte

### 12. bis 19. Jahrhundert
Die Burg Gurkfeld (heute Ruine) wurde erstmals 1189 in schriftlichen Quellen als „castrum Gurkeuelt“ erwähnt. Im Jahr 1351 kaufte Friedrich von Cilli die Burg und die zugehörigen Ortschaft. 1391 erhielt die Ortschaft das Marktrecht und 1477 unter Kaiser Friedrich III. das Stadtrecht. Im Jahr 1545 fielen die Türken in Krain ein und brannten und plünderten die Umgebung von Krško, doch die Stadt selbst wehrte sich erfolgreich gegen den Angriff. Um 1547 wurden in Gurkfeld der für die Entwicklung der slowenischen Sprache bedeutsame protestantische Prediger Jurij Dalmatin geboren. Durch ihn und seinen Lehrer Adam Bohorič wurde die Stadt das Zentrum der Reformation im Herzogtum Krain.
Der bedeutende Universalgelehrte, Topograph und Historiker Johann Weichard von Valvasor starb 1693 in Gurkfeld.
Während der Gegenreformation wurde in Krško das Kapuzinerkloster erbaut und mit einer reichhaltigen Bibliothek ausgestattet. Während der Reformen Josephs II. in den 1780er Jahren (Josephinismus) wurde es nicht geschlossen, da es der Ausbildung diente.

### 20. Jahrhundert
Krško und seine Umgebung waren im Zweiten Weltkrieg nach der deutschen Besetzung Jugoslawiens von 1941 bis 1945 dem Bezirk Rann in der Verwaltungseinheit CdZ-Gebiet Untersteiermark zugeordnet.
Die Nationalsozialisten verfolgten das Ziel, die von ihnen kontrollierten Gebiete Sloweniens zwangsweise einzudeutschen. Zu diesem Zwecke verschleppten sie etwa 30.000 Slowenen aus dem CdZ-Gebiet Untersteiermark nach Serbien, Kroatien und Deutschland. Neben Österreichern und Deutschen aus dem „Altreich“ wurden Volksdeutsche aus der Untersteiermark in die Positionen vertriebener Slowenen eingesetzt.
Im sogenannten Rann-Dreieck im Gebiet Krško und Rann (Brežice) an der Save wurden in Bauernhöfen verschleppter Slowenen etwa 11.000 Gottscheer sowie „heim ins Reich“ geholte Volksdeutsche aus Bessarabien und Südtirol angesiedelt. In welchem Maße die Umsiedlung der Gottscheer zwangsweise oder freiwillig erfolgte, ist bis heute Gegenstand von Diskussionen.
Auf dem Gebiet der Stadtgemeinde Krško in Slowenien wurden bisher (Stand 1/2024) in sieben Ortschaften insgesamt sieben Massengräber aus der Zeit um den Zweiten Weltkrieg gefunden.

## Sehenswürdigkeiten
- Altstadt von Krško[7]
- Stadtmuseum Krško[8]

## Kernkraftwerk
Bekannt ist der Ort unter anderem wegen des Kernkraftwerks Krško.

## Persönlichkeiten
- Robert Berić (* 1991 in Krško), Fußballspieler
- Jurij Dalmatin (um 1547–1589), protestantischer Geistlicher und Bibelübersetzer, wurde in Krško geboren
- Johann Weichard von Valvasor (1641–1693), Universalgelehrter, Topograph und Historiker, starb in Krško